# أحمد القضماني
أحمد القضماني (بالإنجليزية: Ahmad Al-Kudmani)‏ ولد في 18 أغسطس 1979 في جدة، هو سباح سعودي متخصص في سباحة الصدر. شارك مرتين في الأولمبياد. وهو حامل الرقم القياسي السعودي الحالي في 100 و 200 متر صدر، وحقق عدة ميداليات في دورة الألعاب العربية. رئيس الاتحاد السعودي للسباحة.

## وصلات خارجية
- أحمد القضماني على موقع الاتحاد الدولي للسباحة (الإنجليزية)
- أحمد القضماني على موقع SwimRankings.net (الإنجليزية)
- أحمد القضماني على موقع اللجنة الأولمبية الدولية (الإنجليزية)
- أحمد القضماني على موقع أوليمبيديا (الإنجليزية)